# Johnson Aguiyi-Ironsi
Johnson Aguiyi-Ironsi, född 3 mars 1924 i Umuahia, död 29 juli 1966, var en nigeriansk officer och politiker. Han grep den 15 januari 1966 makten i spetsen för en grupp högre officerare i Nigerias första militärkupp. Därefter var han landets statsöverhuvud i ett halvår, till dess att han själv miste livet i en ny kupp i juli 1966.

## Biografi
Aguiyi-Ironsi tillhörde igbofolket och föddes i det som i dag är delstaten Abia. Han hade en lång militär karriär, bland annat som den första afrikanska ledaren av en av FN:s fredsbevarande operationer i Kongo, år 1964. Efter en kupp mot president Nnamdi Azikiwe den 15 januari 1966, den första kuppen efter självständigheten från Storbritannien 1960, blev Aguiyi-Ironsi landets första militära statschef.
De etniska spänningarna fortsatte, och Aguiyi-Ironsi avvecklade den federala politiska strukturen. Även om han försökte blidka andra politiska eliter, bland annat genom att ge dem positioner inom staten, upplevde många i norra Nigeria kuppen och Aguiyi-Ironsis regering som igbo-styrd. Han blev mördad i en motkupp ledd av officerare från norr den 29 juli 1966.